# Aylín Mújica
 (février 2018).
Si vous disposez d'ouvrages ou d'articles de référence ou si vous connaissez des sites web de qualité traitant du thème abordé ici, merci de compléter l'article en donnant les références utiles à sa vérifiabilité et en les liant à la section « Notes et références ».
Pour les articles homonymes, voir Mujica.
Aylín Mújica  est une actrice et danseuse de ballet cubaine née le 24 novembre 1974 à La Havane.

## Biographie
Elle vit actuellement à Miami en Floride. Elle s'est mariée trois fois et elle a trois enfants. La première fois, elle était mariée avec un musicien cubain  Osamu, ils ont eu un fils Mauro, né en 1993. Son deuxième mariage a été avec un producteur de telenovela mexicain Alejandro Gavira qui a duré neuf ans, avec lequel elle a eu un fils Alejandro, né en 2000. Le 24 septembre, 2010, elle s'est mariée avec l'acteur Gabriel Valenzuela, ils ont une fille, Violeta, née le 10 avril 2010. Pendant l'été 2012, Aylin et Gabriel ont annoncé leur divorce.

## Filmographie

### Cinéma
- 1994 : El jinete de acero : Gloria
- 1995 : El castrado) : Doctora
- 1995 : Los complices del infierno
- 1995 : Desde Dentro : Carmen Altamirano

### Telenovelas
| Année     | Titre                       | Personnage                                       |
| --------- | --------------------------- | ------------------------------------------------ |
| 1995      | La Dueña                    | Fabiola Hernández                                |
| 1996      | Canción de amor             | Estrella                                         |
| 1997-1998 | Mi generación               |                                                  |
| 1998      | Yacaranday                  | Yacaranday                                       |
| 1998      | Señora                      | Isabel Fernández                                 |
| 1999      | Háblame de amor             | Lucía                                            |
| 2001      | Lo que callamos las mujeres |                                                  |
| 2002      | Agua y aceite               | Déborah                                          |
| 2004      | La heredera                 | Lorena                                           |
| 2005      | Top Models                  | Invitée en tant que présentatrice d'une campagne |
| 2006-2007 | Marina                      | Laura Saldívar / Verónica Saldívar               |
| 2008-2009 | Sin senos no hay paraíso    | Lorena Magallanes                                |
| 2009-2010 | Niños ricos,pobres padres   | Verónica Ríos de la Torre                        |
| 2010-2011 | Aurora                      | Vanessa Miller                                   |
| 2012-2013 | Corazón valiente            | Fernanda Del Castillo / Madame Victoria          |
| 2014      | Secreteando                 | Daniela                                          |
| 2014-2015 | Los miserables              | Liliana Durán                                    |
| 2025      | Velvet : El nuevo Imperio   | Gloria Olivera de Márquez                        |

## Théâtre
- La casita del placer
- La cenicienta
- Dracula